# Sillian
Sillian ist eine Marktgemeinde im Hochpustertal an der westlichen Grenze Osttirols im Bezirk Lienz in Österreich. Mit 2028 Einwohnern (Stand 1. Jänner 2025) ist es der Hauptort des Osttiroler Oberlandes. Die Wirtschaft in Sillian besteht aus Tourismus und zahlreichen Handwerks- und Dienstleistungsunternehmen. Der Ort hat im langjährigen Mittel die meisten Sonnenstunden Österreichs.
Sillian liegt auf einer Seehöhe von 1103 Metern und ist über die Drautalbahn und die Drautal Straße in das Verkehrsnetz eingebunden.

## Geografie
Sillian ist ursprünglich eine Straßensiedlung auf Fluss- und Bachgeröll, eine Folge früherer Hochwasserkatastrophen und Bergstürze. Die im 20. Jahrhundert besonders im Talboden von Sillian durchgeführten Entwässerungen und Trockenlegungen haben auch eine Besiedelung der Flächen in Tallage ermöglicht.
Sillian liegt am Fuße des Thurntalers (2407 m).
Das Siedlungsgebiet liegt zur Gänze nördlich der Drau. Im Süden stehen nur wenige Häuser, ein kleineres Gewerbegebiet und der Bahnhof.
Die westliche Gemeindegrenze ist zugleich Staatsgrenze zwischen Österreich und Italien, im Süden wird das Gemeindegebiet vom Karnischen Kamm begrenzt. Sillian ist beliebter Ausgangspunkt für Weitwanderungen am Karnischen Höhenweg.

### Gemeindegliederung
Sillian besteht aus den Ortsteilen Sillian-Markt, Sillianberg, Köckberg, Arnbach und dem Weiler Asthof im Süden der Marktgemeinde.
Die Gemeinde liegt im Gerichtsbezirk Lienz.

### Nachbargemeinden
|              | Innervillgraten                             | Außervillgraten |
| Innichen (I) | Kompassrose, die auf Nachbargemeinden zeigt | Heinfels        |
|              | Sexten (I)                                  | Kartitsch       |

### Klima
|                        | Jan  | Feb  | Mär  | Apr  | Mai  | Jun  | Jul  | Aug  | Sep  | Okt  | Nov  | Dez  |   |      |
| Mittl. Temperatur (°C) | −4,9 | −3,0 | 1,3  | 5,5  | 10,7 | 14,1 | 16,2 | 15,3 | 11,1 | 6,3  | 0,5  | −4,2 | ⌀ | 5,8  |
| Mittl. Tagesmax. (°C)  | 0,7  | 3,7  | 8,4  | 12,5 | 17,5 | 20,9 | 23,2 | 22,2 | 18,0 | 12,7 | 6,0  | 0,4  | ⌀ | 12,2 |
| Mittl. Tagesmin. (°C)  | −8,8 | −7,4 | −3,4 | 0,2  | 4,9  | 8,1  | 10,2 | 10,0 | 6,2  | 2,3  | −2,9 | −7,5 | ⌀ | 1    |
|                        |      |      |      |      |      |      |      |      |      |      |      |      |   |      |
| Niederschlag (mm)      | 34   | 33   | 50   | 67   | 89   | 109  | 137  | 114  | 90   | 96   | 86   | 53   | Σ | 958  |
|                        |      |      |      |      |      |      |      |      |      |      |      |      |   |      |
| Luftfeuchtigkeit (%)   | 64,7 | 50,3 | 44,3 | 43,7 | 46,1 | 47,0 | 46,1 | 50,0 | 51,5 | 57,8 | 63,4 | 74,2 | ⌀ | 53,3 |

| −8,8 |

| −7,4 |

| −3,4 |

| 0,2 |

| 4,9 |

| 8,1 |

| 10,2 |

| 10,0 |

| 6,2 |

| 2,3 |

| −2,9 |

| −7,5 |

| −8,8 |

| −7,4 |

| −3,4 |

| 0,2 |

| 4,9 |

| 8,1 |

| 10,2 |

| 10,0 |

| 6,2 |

| 2,3 |

| −2,9 |

| −7,5 |

## Geschichte

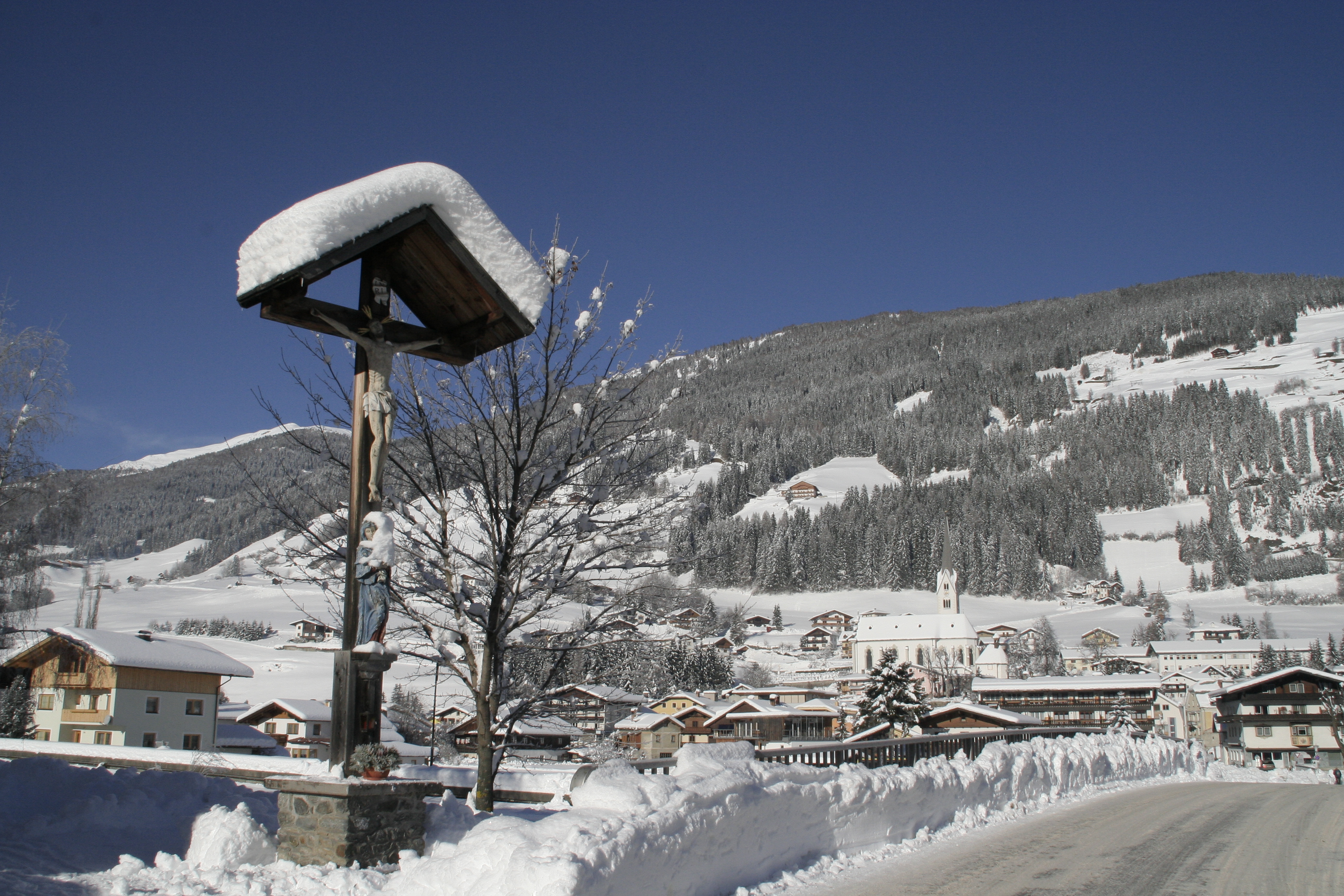
Ortszentrum von Sillian, Blick Richtung Norden, vorne historisches „Papprion“-Kreuz südlich der Draubrücke

Der Name Sillian ist alpenromanischen Ursprungs und leitet sich aus dem Wort *silicana (Bachschuttgelände) ab. Anderen Quellen zufolge soll der Name des Ortes von der früheren Bezeichnung des Villgratenbaches (Sill) herrühren. Eine weitere Theorie ist, dass der Name Silano aus dem später der Name Sillian entstand, von dem Wort „Seil“, das auf das Kutschenhandwerk hindeuten soll, abstammt.
Sillians Geschichte hängt eng mit der Gründung und Entwicklung des Klosters Innichen zusammen. 769 übertrug der Bayernherzog Tassilo III. an Abt Atto, den späteren Bischof von Freising, ein Grundstück im Pustertal zur Gründung eines Benediktinerklosters, um von dort aus die Slawen zu missionieren.
Die älteste urkundliche Erwähnung Sillians stammt aus der Zeit von ca. 995–1005 und zwar als „Silano“. Es handelt sich dabei um einen Vertrag, den Bischof Albuin von Brixen über einen Ackerzins abschloss. Im Jahr 1313 erscheint Sillian urkundlich als Dorf, 1319 ist ein Richter Jakob von „Sylian“ bezeugt.
Schon um 1400 war Sillian eine Warenniederlagestätte für durchziehende Kaufleute. Im Jahre 1469 verlieh Graf Leonhard von Görz Sillian das Marktrecht. Mit dem Tod des letzten Görzer Grafen 1500 wurde Maximilian I. neuer Landesherr über die ehemals görzischen Gebiete. Er bestätigte 1508 die alten Freiheiten und Privilegien für Sillian.
1440 und 1591 verschüttete eine Mure vom Sillianberg Häuser und Felder und begrub einen Teil des mittelalterlichen Sillians. Heute erinnert am östlichen Ortseingang ein modernes Nepomukdenkmal an das tragische Ereignis. Auch die Pest suchte Sillian heim und forderte in den Jahren 1506 und 1636 zahlreiche Todesopfer.
1832 brannte die im Westen von Sillian gelegene Siedlung Arnbach fast zur Gänze ab.
Bis 1918 war Sillian ein Standort der k.u.k. Armee. In Garnison lag dort das Böhmische Feldjäger Bataillon Nr. 6. Im Ersten Weltkrieg zerstörten Granaten ein Wohnhaus in Sillian, zwei Personen fanden den Tod. Das Hotel Bad Weitlanbrunn war ein Militärlazarett, die Toten wurden auf dem in Arnbach errichteten Kriegerfriedhof bestattet. Am nordwestlichen Teil des Friedhofes von Sillian erinnert ein Kriegerdenkmal an die Toten beider Weltkriege. Im Jahre 2005 wurde es einer Generalsanierung unterzogen.
1939 wurden die bis zu dahin eigenständigen Steuergemeinden Sillian, Arnbach und Sillianberg zur Marktgemeinde Sillian zusammengeschlossen. Von 1939 bis 1949 gehörte auch Panzendorf dazu.
Im Zweiten Weltkrieg wurde das Bahnhofsgebäude beschädigt, das Jesacher Futterhaus in Arnbach zerstört und im März 1945 der gesamte Weiler Asthof, zwei alte historische Bauernhöfe, in Brand gesteckt.
Drei Hochwasserkatastrophen, 1882, 1965 und 1966, setzten weite Teile Sillians unter Wasser. Erst mit einer großzügigen Verbauung und einem Hochwasserschutz an der Drau konnte die Gefahr für die nächsten Jahre gebannt werden.

### Bevölkerungsentwicklung
Seit mehreren Jahrzehnten ist die Einwohnerzahl konstant bei 2000 Einwohnern. War von 1981 bis 2001 die Wanderungsbilanz negativ, so wurde dies durch einen Geburtenüberschuss ausgeglichen. Nach 2001 gab es eine negative Geburtenbilanz, die aber von einer Zuwanderung fast ausgeglichen wurde.EinwohnerJahr1200140016001800200022001860189019201950198020102040EinwohnerEinwohnerentwicklung von Sillian

## Kultur und Sehenswürdigkeiten

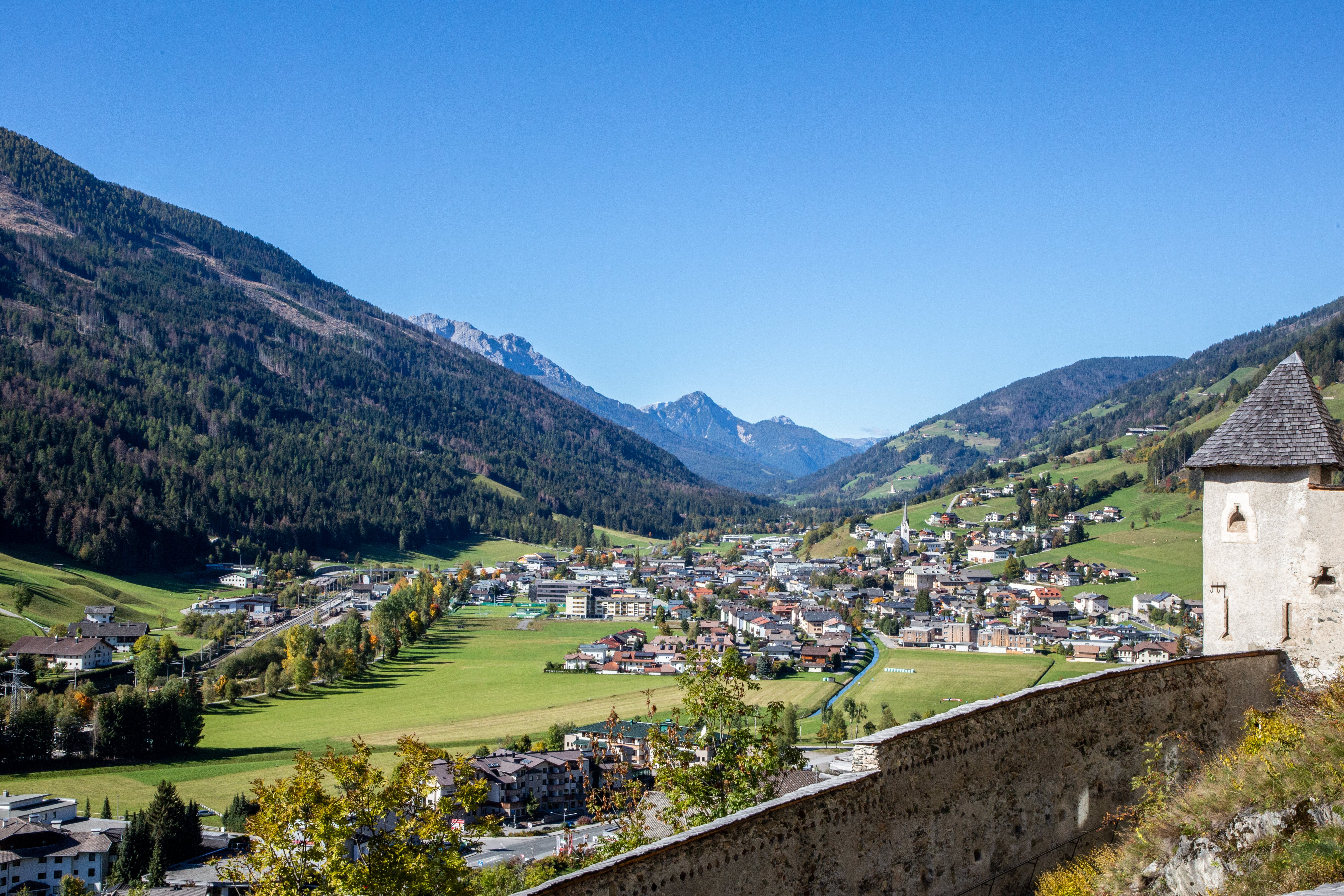
Blick von der Burg Heinfels auf die Marktgemeinde Sillian, 2022

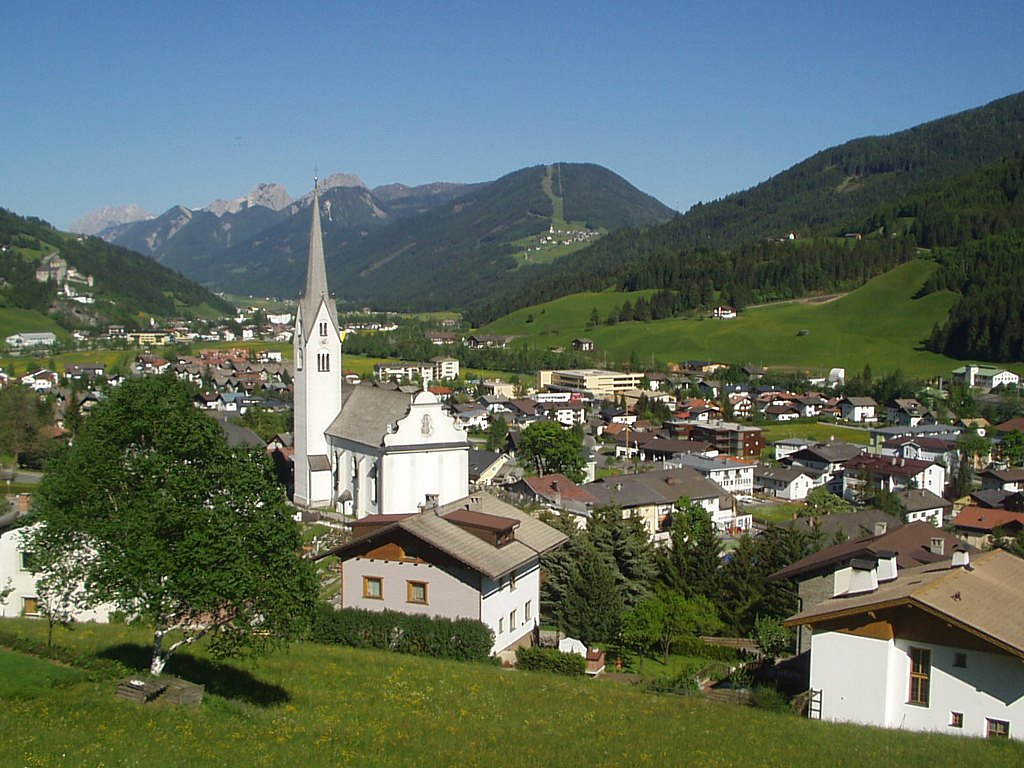
Sillian mit der Dekanatspfarrkirche Sillian in Richtung Osten (Lienzer Dolomiten), 2005

- Katholische Dekanatspfarrkirche Sillian Unsere Liebe Frau Mariä Himmelfahrt
- Schraffl-Villa

## Wirtschaft und Infrastruktur
Verschiedene gewerbliche Klein- und Mittelbetriebe bieten Arbeit und Verdienstmöglichkeiten. Der Tourismus bietet – wenn auch stark saisonabhängige – Möglichkeiten der Beschäftigung. Der Ausbau der touristischen Infrastruktur wie z. B. die Neuerrichtung einer Einseilumlaufbahn und eines Hotelkomplexes in den 1990er Jahren hat zur Arbeitsplatzsicherung und Möglichkeiten eines Zuverdienstes beigetragen. Letzteres gilt besonders für die Land- und Forstwirtschaft, weil im Ort der Anteil an Vollerwerbslandwirten stark rückläufig ist.
Durch die Neuansiedlung großer Gewerbebetriebe in der Nachbargemeinde Heinfels steigt die Anzahl der Arbeitspendler aus der Region nicht noch stärker an.
In den letzten Jahren ist in Sillian eine zunehmende Zentrumsbildung zu beobachten. Die Seitentäler wie das Villgratental, das weiter östlich gelegene Tiroler Gailtal sowie die grenznahen Südtiroler Gemeinden zählen zum wirtschaftlichen Einzugsgebiet der Marktgemeinde.
Ein größeres Gewerbegebiet liegt an der Grenze zu Südtirol (Italien), hauptsächlich von Holzverarbeitungsbetrieben genutzt, ein kleineres südlich des Bahnhofes. Zahlreiche Handelsbetriebe haben sich in Grenznähe angesiedelt.

### Tourismus
Es gibt ein umfangreiches Familienangebot, so z. B. den Wichtelpark. Zahlreiche Hotels unterschiedlicher Kategorien stehen im Ort für Gäste bereit.
Die Anzahl der Übernachtungen stieg von 174.000 im Jahr 2010 auf 185.000 im Jahr 2019. Diese entfallen auf den Sommer und auf den Winter mit Spitzen von rund 30.000 Übernachtungen im Juli und im August und etwa 20.000 in den Monaten Januar bis März.

## Politik

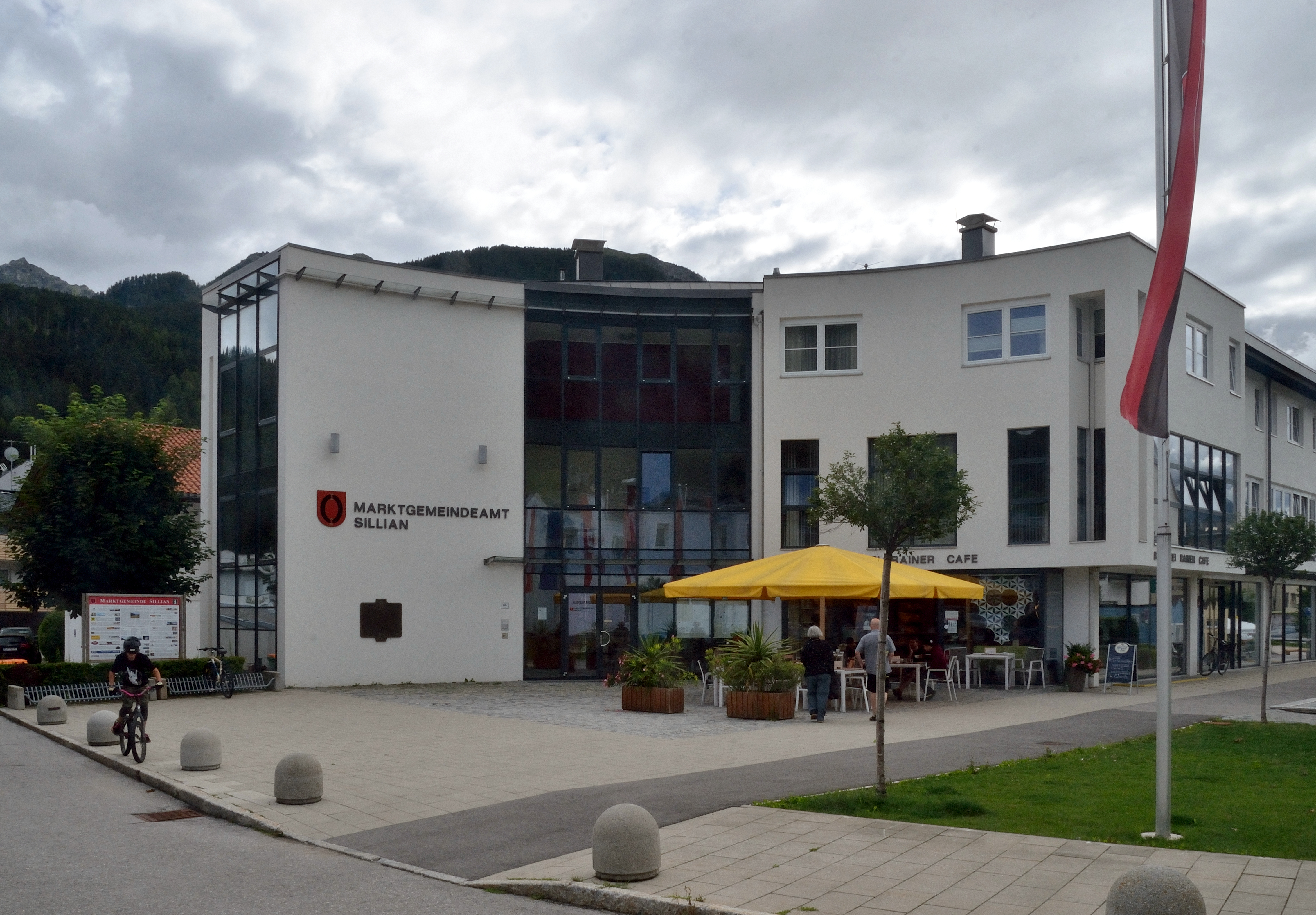
Marktgemeindeamt Sillian

### Gemeinderat
Die Gemeinderat hat 15 Mitglieder.
- Mit den Gemeinderats- und Bürgermeisterwahlen in Tirol 1998 hatte der Gemeinderat folgende Verteilung: [5]
- Mit den Gemeinderats- und Bürgermeisterwahlen in Tirol 2004 hatte der Gemeinderat folgende Verteilung: 9 ÖVP, 5 Bürgerliche Alternative Liste und 1 FPÖ.[6]
- Mit den Gemeinderats- und Bürgermeisterwahlen in Tirol 2010 hatte der Gemeinderat folgende Verteilung: 9 ÖVP, 4 Team Sillian - Die Bürgerliste und 2 Wir für Euch.[7]
- Mit den Gemeinderats- und Bürgermeisterwahlen in Tirol 2016 hatte der Gemeinderat folgende Verteilung: 8 Team Sillian - Die Bürgerliste, 6 ÖVP und 1 Freie Liste Sillian.[8]
- Mit den Gemeinderats- und Bürgermeisterwahlen in Tirol 2022 hat der Gemeinderat folgende Verteilung: 8 Gemeinschaftsliste Sillian und 7 Team Sillian – die Bürgerliste.[9]

### Bürgermeister
- bis 2016 Erwin Schiffmann (ÖVP)
- 2016–2022 Hermann Mitteregger (Team Sillian)
- seit 2022 Franz Schneider[10]

### Wappen
Das Gemeindewappen wurde dem Markt Sillian 1682 verliehen und zeigt auf rotem Grund zwei mit goldenen Ringen verbundene Zugstränge oder Seile. Das Wappenbild deutet auf die ehemals blühende Viehwirtschaft und das Fuhrwerksgewerbe hin. Weiters wird mit dem Wappenbild der Name Sillian angedeutet; es handelt sich also um ein sogenanntes sprechendes Wappen. Die Entstehung reicht bis in die görzische Zeit hinauf, da es sich ober der Tür, an der im Jahre 1441 neu erbauten Pfarrkirche in Stein gemeißelt vorfand. Die älteste noch erhaltene Abbildung des Wappens ziert die von Hans Christof Löffler 1565 gegossene Glocke der Sillianer Pfarrkirche.

## Persönlichkeiten
- Blasius Hölzl (1471–1526), kaiserlicher Rat und Sekretär bei Kaiser Maximilian I.
- Adam Purwalder (* um 1588), bedeutendstes Literaturwerk: Jedermann-Trilogie
- Jacob Köck (1630–1673), Orgelbauer
- Ignaz Paprion (1752–1812), Pfarrer in Sillian, bedeutender Heimat- und Geschichtsforscher
- Josef Achammer (1762–1810), Färbermeister, Hauptmann der 2. Sillianer Schützenkompanie
- Alois Zobl (* 24. Januar 1847 in Sillian; † 5. Juli 1914 in Wien), General der k. und k. Armee, 1. Januar 1907 Generalmajor, 9. November 1911 Feldmarschallleutnant. Sein Vater Alois Zobl war Gerichtsdiener in Sillian und stammte aus Telfs.
- Josef Schraffl (1855–1922), Wirt und Bäckermeister, Bürgermeister, Mitbegründer und erster Obmann des Tiroler Bauernbundes, erster Landeshauptmann von Tirol von 1917 bis 1922
- Hermann Foppa (1882–1959), Politiker (NSDAP)
- Leo von Hibler (1884–1956), Anglist; geboren in Sillian
- Rosa Stallbaumer (1897–1942), Widerstandskämpferin
- Jos Pirkner (* 1927), Bildhauer
- Günther Goller (1928–2017), Politiker (ÖVP)
- Ingemar Walder (* 1978), Snowboarder